# Étienne d'Arrabagne
 (décembre 2023).
Si vous disposez d'ouvrages ou d'articles de référence ou si vous connaissez des sites web de qualité traitant du thème abordé ici, merci de compléter l'article en donnant les références utiles à sa vérifiabilité et en les liant à la section « Notes et références ».
Étienne d'Arrabagne, plus connu sous le surnom d'Étienne de Brioude, mort en 1246, est un ecclésiastique français. Il fut en effet évêque de Mende entre 1223 et 1246. Il apparaît traditionnellement dans le vocable du diocèse de Mende sous le nom d'Étienne II de Brioude étant le 2e évêque de Mende à porter le prénom d'Étienne.

## Biographie
Étienne d'Arrabagne est tout d'abord chanoine au chapitre noble de Brioude, poste qu'il occupe lorsqu'il est élu évêque de Mende, en 1223, ce qui lui vaut son surnom d'Étienne de Brioude. Il devient maître en scolastique en 1224. Il est sacré évêque à Rome par l'archevêque de Chartres Gautier, assisté de Gervais, évêque de Sées.
À son arrivée à la tête de l'évêché, le Gévaudan est une terre de conflit entre les comtes de Toulouse et les rois d'Aragon. En effet, les rois d'Aragon sont maîtres du pays, notamment de la vicomté de Grèzes depuis 1167. Mais en 1222, Raymond VII de Toulouse s'est emparé de la vicomté.
Étienne reçoit alors l'hommage de plusieurs seigneurs du pays pour qu'il vienne en aide de Jacques Ier d'Aragon dans ce conflit. Ainsi il reçoit à plusieurs reprises Foulques du Tournel, Hospitaliers de l'ordre de Saint-Jean de Jérusalem et grand prieur de la Langue d'Aragon, accompagné de Hugues Charbonnier, tous deux ambassadeurs du roi. En contrepartie de son aide, l'évêque demande que soit reconnu par le roi d'Aragon qu'il tient sa vicomté de l'évêque. Ce qui est chose faite par la charte de Tortosa en 1225. L'année suivante, l'évêque parvient à reprendre Grèzes et à chasser le comte de Toulouse et ses hommes du Gévaudan.
Pendant ce temps, le roi Louis VIII de France revient d'une expédition à Toulouse, contre le même Raymond VII, et, alors qu'il stationne à Saint-Flour, ordonne que lui soit livrée la vicomté de Grèzes. Étienne de Brioude y consent, et la vicomté est placée sous la garde de Béraud de Mercœur.
L'évêque, tout en essayant d'agrandir son domaine épiscopal, peine à maintenir la paix, les barons du pays menant continuellement des guerres privées, mais également contre l'évêque lui-même.
Vers 1233, Étienne est contraint de demander le soutien du sénéchal de Beaucaire. La paix revient peu à peu entre les barons. Cependant, en 1243, Hugues de la Tour, évêque de Clermont, obtient du roi de France la garde de la vicomté de Grèzes. Il interdit à Étienne de Brioude de lever le compoix de paix sur toute la terre de la vicomté, estimant que l'évêque ne la protège plus. Un conflit éclate alors entre les deux évêques, et les hommes d'Hugues de la Tour menacent Mende. Les habitants, inquiets, chassent leur évêque, qui se réfugie six mois durant au château de Chapieu, sur les hauteurs de la ville.
À la mort d'Étienne de Brioude, en 1246, les rois de France n'ont jamais eu autant de pouvoir en Gévaudan, pouvoir qu'ils vont batailler avec l'évêque jusqu'à l'acte de paréage conclu en 1307.
Étienne de Brioude, lui, est inhumé en l'église de Chanac.

## Sources et références
1. 1 2  Pierre Desportes, Jean-Pascal Foucher, Françoise Loddé et Laurent Vallière (préf. Hélène Millet), Fasti Ecclesiæ Gallicanæ 9 Diocèse de Sées : Répertoire prosopographique des évêques, dignitaires et chanoines des diocèses de France de 1200 à 1500, Turnhout, Brepols, 2005, 193 p. (ISBN 2-503-51823-0), « Notice des évêques: Gervais (1220-1228) », p. 77-80
2. ↑  Félix Buffière, Ce tant rude Gévaudan [détail des éditions], tome I, chap. 17, pp. 498-502